# Marmentino
Marmentino là một đô thị thuộc tỉnh Brescia trong vùng Lombardia ở Ý. Đô thị này có diện tích 18 km², dân số 711 người.
Đô thị này giáp với các đô thị sau: Bovegno, Collio (Brescia), Irma, Lodrino, Pertica Alta, Pertica Bassa, Pezzaze, Tavernole sul Mella.